# درجة الأجر
درجة الأجر أو درجة الراتب (بالإنجليزية: Pay grade) هي وحدة في أنظمة التعويض النقدي عن العمل. تستخدم بشكل شائع في الخدمة العامة، والمدنية والعسكرية، ولكن أيضًا لشركات القطاع الخاص. تعمل درجات الرواتب على تسهيل عملية التوظيف من خلال توفير نطاقات ثابتة الرواتب، بدلاً من التفاوض المجاني على الأجور.

## نبذة
نموذجيًا، تشمل درجات الأجور بعدين: نطاق «عمودي» حيث يتوافق كل مستوى مع المسؤولية والمتطلبات اللازمة لمركز معين؛ ومجموعة «أفقية» ويضمن هذا المقياس السماح بالحوافز النقدية التي تكافئ الموظف على جودة أدائه أو طول مدة خدمته.
وبالتالي، يتقدم الموظف داخل النطاقات الأفقية والعمودية عند تحقيقه تقييم أداء إيجابي على أساس مُنتظم. وفي معظم الحالات، يتم التقييم سنويًا ويشمل أكثر من طريقة.
أرباب العمل يستخدمون درجات الأجور تشمل:
- الأعمال بالزي الرسمي للولايات المتحدة (تشمل 7 أجهزة منها الجيش والبحرية ومشاة البحرية وخفر السواحل والقوات الجوية PHSCC و NOAA Corps)
- General Schedule
- الولايات المتحدة الخدمات الخارجية (مثل: دبلوماسيين خارج البلد)
- الأمم المتحدة